# Fabrizio Dionigi Ruffo
Pour les articles homonymes, voir Fabrizio Ruffo.
Fabrizio Dionigi Ruffo di Bagnara dit le Général-cardinal (né le 16 septembre 1744 à San Lucido, dans la province de Cosenza, en Calabre, alors dans le royaume de Naples et mort le 13 décembre 1827 à Naples) est un homme d’État napolitain et un cardinal de l'Église catholique.

## Biographie
Fabrizio Dionigi Ruffo est trésorier de Pie VI, qui le crée cardinal in pectore, quoiqu'il ne soit que diacre. Sa création est publiée le 21 février 1794. Ayant perdu les bonnes grâces du pape par des propositions de réformes trop radicales, il retourne à Naples et s'y montre l'adversaire d'Acton. 
Depuis la Sicile où s'est réfugié le roi Ferdinand et sa cour, il débarque en Calabre le 7 février 1799 avec huit compagnons, prend la tête de l'armée de la Santa Fede (la Sainte Foi) qui rassemble en un mois 17000 combattants contre les Français républicains, aidé de quelques troupes régulières. Il prend Monteleone le 1er mars, puis Catanzaro, Crotone. Il passe ensuite en Apulie, alors que d'autres mouvements sanfédistes émergent spontanément à travers le Mezzogiorno.  
Lors de sa marche en avant, il supprime les droits féodaux et seigneuriaux ce qui explique en partie le soutien populaire mais les sanfédistes sont également partisans du rétablissement du catholicisme comme religion d’État.
Le cardinal reprend Naples à la République parthénopéenne le 13 juin 1799 avec l'aide des Russes, des Anglais et même des Turcs. La répression sanglante qui s'exerce dans la ville est plutôt ordonnée par le roi Ferdinand Ier et les Anglais que par lui. 
En remerciement de ses services, il est fait lieutenant et capitaine général du royaume, dirigeant ainsi la Suprema Giunta, 
En 1805, il désapprouve une nouvelle guerre contre la France et est disgracié pour ce motif par le roi Ferdinand. En 1809, il est déporté à Paris avec le pape Pie VII.
Ayant gagné la confiance de Napoléon Ier, il fait partie d'une commission de cardinaux (parmi lesquels se distinguent également Aurelio Roverella et Giuseppe Doria) désignés par l'empereur pour rédiger un bref qui rapportait les décrets du concile de Paris du 20 septembre 1811, puis persuade Pie VII lui-même en prison à Savone pour contresigner cet acte. Pour cela, il reçoit la grand-croix de la Légion d'honneur.
En mai 1814, il revient à Rome où il est reçu froidement par la population et le collège des cardinaux. Il décide donc de retourner à Naples où il s'installe définitivement. Le pape Pie VII, comprenant les circonstances qui l'avaient poussé à agir ainsi avec les Français, le rappelle à Rome et le nomme surintendant de l'Annona e Grascia le 8 février 1815. À partir du 10 mai 1817, il devint grand prieur de l'ordre de Malte pour les États pontificaux. Camerlingue du Sacré Collège des cardinaux, il reste en fonction du 29 mars 1819 au 21 février 1820, année où il est nommé préfet de la Congregazione delle Acque, delle Paludi Pontine e delle Chiane. 
En mars 1821, il retourne à Naples en proie à des révoltes contre les troupes autrichiennes d'occupation. Le 27 juin 1821 à Rome, il opte pour le diaconat de Santa Maria in Via Lata et est nommé cardinal protodiacre. Lors des turbulences des soulèvements carbonari, il est nommé par le roi de Naples membre du conseil du gouvernement provisoire. En août 1823, il participa au conclave qui élit Léon XII et à la fin de la même année, il retourne à Naples.
Il meurt à Naples le 13 décembre 1827 et est enterré dans sa chapelle familiale, dédiée à Santa Caterina d'Alessandria, dans la basilique San Domenico Maggiore de Naples.
Le cardinal Ruffo est un des héros du roman d'Alexandre Dumas, la San Felice, qui raconte l'histoire sanglante de la République parthénopéenne, et brosse un portrait mitigé du cardinal.

## Sources
- Marie-Nicolas Bouillet  et Alexis Chassang (dir.), « Fabrizio Dionigi Ruffo » dans Dictionnaire universel d’histoire et de géographie, 1878 (lire sur Wikisource)